# Operação Garra Cerrada
A Operação Garra Cerrada ou Operação Garra-Fechadura (em turco:  Pençe-Kilit Operasyonu) é uma operação militar em andamento das Forças Armadas Turcas no norte do Iraque. A operação está ocorrendo na província de Duhok contra o Partido dos Trabalhadores do Curdistão (PKK), como parte do conflito curdo-turco.

## Antecedentes
As Forças Armadas Turcas têm conduzido operações militares transfronteiriças contra o Partido dos Trabalhadores do Curdistão (PKK) no norte do Iraque desde a década de 1980. Desde 2019, a Turquia começou a realizar operações com o codinome Garra, incluindo Garra-Águia e Garra-Tigre em 2020 e Garra-Relâmpago e Garra-Trovão em 2021. De acordo com o ministro da Defesa turco Hulusi Akar, a operação atual visa posições nas áreas de Metina, Zap e Avashin e é realizada em cooperação com seus aliados.
Antes do lançamento da operação, o presidente turco Recep Tayyip Erdoğan se reuniu com o primeiro-ministro do Governo Regional do Curdistão, Masrour Barzani, e de acordo com Al-Monitor informou o último sobre a operação.
As autoridades turcas disseram que o objetivo da operação era evitar um grande ataque do PKK. Ömer Çelik do Partido da Justiça e Desenvolvimento (AKP) argumentou que o PKK planejava estabelecer novas bases perto da fronteira da Turquia e defendeu as operações militares transfronteiriças em países vizinhos como Iraque ou Síria como autodefesa consagrada no Artigo 51 da a Carta das Nações Unidas.

## Operação
No início da operação, aviões turcos bombardearam várias aldeias curdas em Duhok. A incursão terrestre começou em 18 de abril de 2022, com o apoio de artilharia, drones e aeronaves. Ataques aéreos atingiram cavernas, túneis e depósitos de munição controlados pelo PKK enquanto as Forças Especiais Turcas entraram na região por terra ou foram transportadas por helicópteros. Enquanto o Ministério da Defesa turco anunciou que cinquenta alvos foram atingidos e todos os seus objetivos iniciais foram alcançados, o PKK afirmou ter repelido algumas das tentativas de desembarque turcos. Uma fonte afiliada ao PKK informou que os helicópteros usados na operação estavam baseados na Região do Curdistão Iraquiano. Em 22 de abril de 2022, a Força Aérea Turca ampliou a operação, realizando missões para a província de Sulaymaniyah no Curdistão Iraquiano contra posições suspeitas do PKK.
Em 20 de julho, oficiais curdos iraquianos disseram que a Turquia havia bombardeado um resort no distrito de Zakho, matando pelo menos oito turistas e ferindo mais de 20 civis. Entre os mortos havia uma mulher e uma criança.

### Vítimas e perdas
O Ministério da Defesa turco anunciou que, durante a operação, cinco militares turcos foram mortos, alegando que o PKK havia sofrido dezenas de baixas (o último relatório do Ministério da Defesa foi em 23 de abril, alegando que 54 militantes foram mortos ou capturados). O Centro de Imprensa das Forças de Defesa do Povo anunciou que sete de seus combatentes foram mortos durante os dois primeiros dias da operação, alegando ter matado 62 turcos e derrubado dois helicópteros.

## Reações

### Na Turquia
O Partido Democrático dos Povos (HDP) considerou a operação contrária ao direito internacional e acusou a Turquia de hipocrisia por se apresentar como pacificadora na guerra entre Rússia e Ucrânia.

### No Iraque
O presidente iraquiano Barham Salih condenou o ataque e exigiu que a Turquia encerrasse a operação e retirasse todas as suas forças do território iraquiano, considerando-a uma "ameaça à nossa segurança nacional". O ministro das Relações Exteriores iraquiano declarou que a operação era uma violação da soberania do Iraque. Muqtada al-Sadr, o líder da maior facção no parlamento, disse que se a Turquia tem preocupações com a segurança, deve discuti-las com o governo iraquiano e considerar suas forças armadas fortes o suficiente para cuidar do assunto.
O comandante sênior do PKK, Duran Kalkan, pediu à Turquia que interrompa imediatamente sua operação, ameaçando que, caso contrário, "transferiria a guerra para as cidades turcas". Em 19 de maio, o embaixador iraquiano no Conselho de Segurança das Nações Unidas, Hussein Bahr Aluloom, apresentou uma queixa formal perante o conselho e pediu a retirada dos militares turcos, pois a presença do PKK deverá ser um pretexto para a permanência em território iraquiano pelo exército turco. Em entrevista ao jornal norueguês Verdens Gang, o porta-voz do PKK Zagros Hiwa acusou a Turquia de tentar criar "um novo tipo de Império Otomano" e que Erdogan representava uma "mentalidade expansionista otomana".

### Impacto nas relações Iraque-Turquia
Erdogan alegou ter a aprovação do Governo Regional do Curdistão e do Iraque durante um discurso no Parlamento Turco, no entanto, foi repreendido por funcionários do Ministério do Peshmerga do Governo Regional do Curdistão, bem como pelo governo iraquiano que negou a operação estava  em concordância com  artigo 51 da Carta da ONU. Ambos os países convocaram os diplomatas correspondentes um do outro. O embaixador turco no Iraque foi convocado ao Ministério das Relações Exteriores iraquiano e entregou uma nota diplomática exigindo o fim da operação, alegando que a presença do PKK no Iraque estava em conformidade com um acordo entre a Turquia e o PKK. O enviado iraquiano à Turquia foi convocado para transmitir o descontentamento da Turquia com "alegações infundadas" após o discurso de Erdogan no parlamento turco.